# Fernand Sauveur
Fernand Sauveur, né le 1er octobre 1881 à Chênée en Belgique et mort le 10 septembre 1922 à Rotterdam aux Pays-Bas, est un footballeur international belge qui évoluait au poste de center-half (ou demi-centre).

## Biographie

### Carrière sportive
Originaire de la province, Fernand Sauveur poursuit ses études à l'université de Liège. Grand sportif, il s'active dès son plus jeune âge à différentes disciplines, notamment la course, la natation, l'aviron, le cyclisme, l'escrime et la lutte. S'il excelle dans tous les sports qu'il pratique, c'est par le biais du football qu'il sera le plus connu. Il fut actif comme milieu de terrain au début du XXe siècle, principalement à Liège au RFC Liège ainsi qu'au Standard de Liège, mais aussi au Racing Club de Bruxelles pendant deux saisons.
En 1908, le 24 mai, il devient international et est capitaine de l'équipe lorsque la Belgique reçoit à Liège pour la première fois l'Allemagne, qui venait de perdre les deux premiers matchs de son histoire face à la Suisse et l'Angleterre. Les Belges s'imposent dans une rencontre qui n'est cependant pas considérée comme officielle et où le score final (3-0) était déjà fixé au repos,,. Il ne sera plus jamais appelé par la suite.

### Première Guerre mondiale
Patriote ardent, Fernand Sauveur s'engage comme volontaire de guerre lorsqu'éclate la première Guerre mondiale, tout d'abord dans un détachement de motocyclistes avant de rejoindre, à Paris, le corps des auto-canons alors en formation et de passer ensuite à l'aviation française en vue d'obtenir son brevet de pilote. Breveté en 1915 sur Farman, il se révèle un aviateur émérite, multipliant les missions fructueuses tant de reconnaissance, d'artillerie, de photographie que de bombardement. Au crépuscule du conflit, Sauveur assure la liaison du renseignement militaire entre le Grand Quartier général du Maréchal Foch et le quartier général belge. Pendant son absence, le 7 août 1914, les Allemands entrent dans la commune de Chênée et installent la Kommandantur, le centre de commandement, dans sa propre maison sise 2, Place du Pont.

### Décès

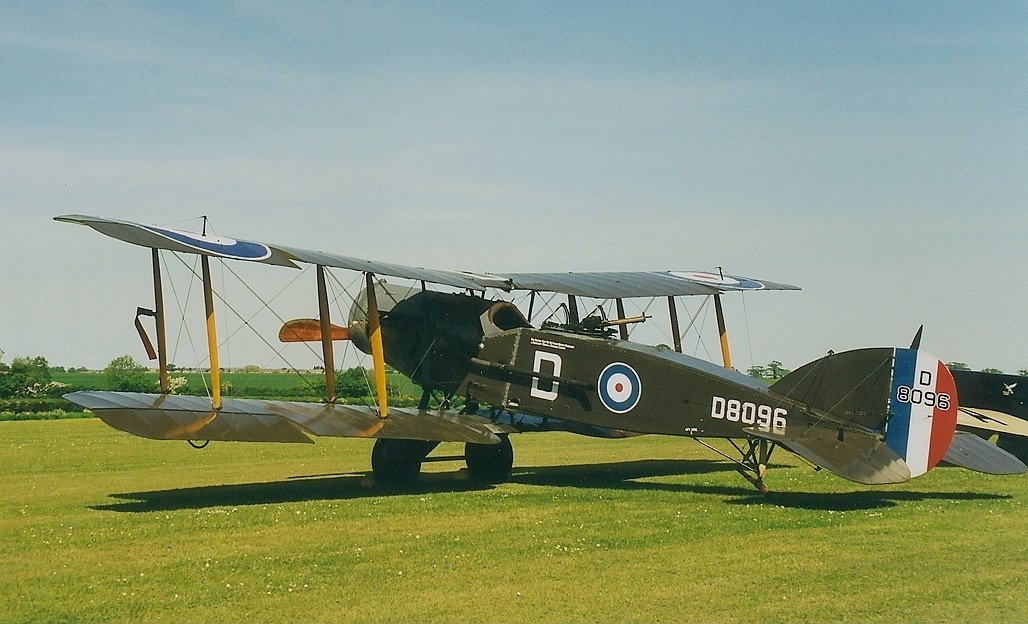
Un Bristol F.2 B, appareil similaire à celui qui a coûté la vie à Fernand Sauveur.

Le 10 septembre 1922, le lieutenant pilote Fernand Sauveur et le lieutenant pilote observateur Meurice participent à un meeting aérien à l'aérodrome de Waalhaven, près de Rotterdam aux Pays-Bas. Vers 15 h heure locale, alors qu'ils effectuent une démonstration avec leur Bristol F.2 B du IIIe groupe du 3e régiment d'aéronautique basé à Evere, ils chutent d'une hauteur d'environ 40 mètres à la suite, semble-t-il, d'une vrille exécutée à une vitesse insuffisante. Tous deux sont transportés à l'hôpital du Coolsingel, où le lieutenant pilote Meurice est admis dans un état grave pour des fractures aux deux jambes, mais son pilote ne peut être sauvé. Victime d'un important traumatisme crânien, Sauveur succombe à ses blessures au cours de la soirée, sans avoir pu reprendre connaissance.
Apprécié tant pour ses accomplissements sportifs que pour ses faits d'arme, Fernand Sauveur bénéficie de funérailles avec honneurs militaires. Les cérémonies de la levée du corps à Rotterdam sont entourée de nombreuses et imposantes marques de sympathie de la part des autorités néerlandaises et, après un dernier adieu prodigué par le Major Jules Smeyers, commandant de l'Aéronautique militaire belge, un wagon funéraire emporte la dépouille de l'aviateur jusqu'à Liège, après une étape à Anvers. Le cercueil est ensuite inhumé dans le caveau familial situé dans le cimetière de Chênée.

## Personnalité
Figure populaire, Fernand Sauveur se distingue, outre par son courage, sa vaillance et son fair-play, auprès de ceux qui l'ont côtoyé par un tempérament jovial et sympathique, toujours de bonne humeur et jamais avare d'une bonne répartie,,.

Plusieurs témoignages font état d'une certaine bonhomie et d'un sens de l'humour développé, que cela soit à l'occasion de la découverte du football de table ou de la mise au point d'un canular à l'encontre d'une jeune recrue lors de son baptême de l'air.

## Distinctions personnelles
- 1922 :  Chevalier de l'Ordre de Léopold, la médaille est remise à titre posthume[13].